# Fleet Air Arm Museum

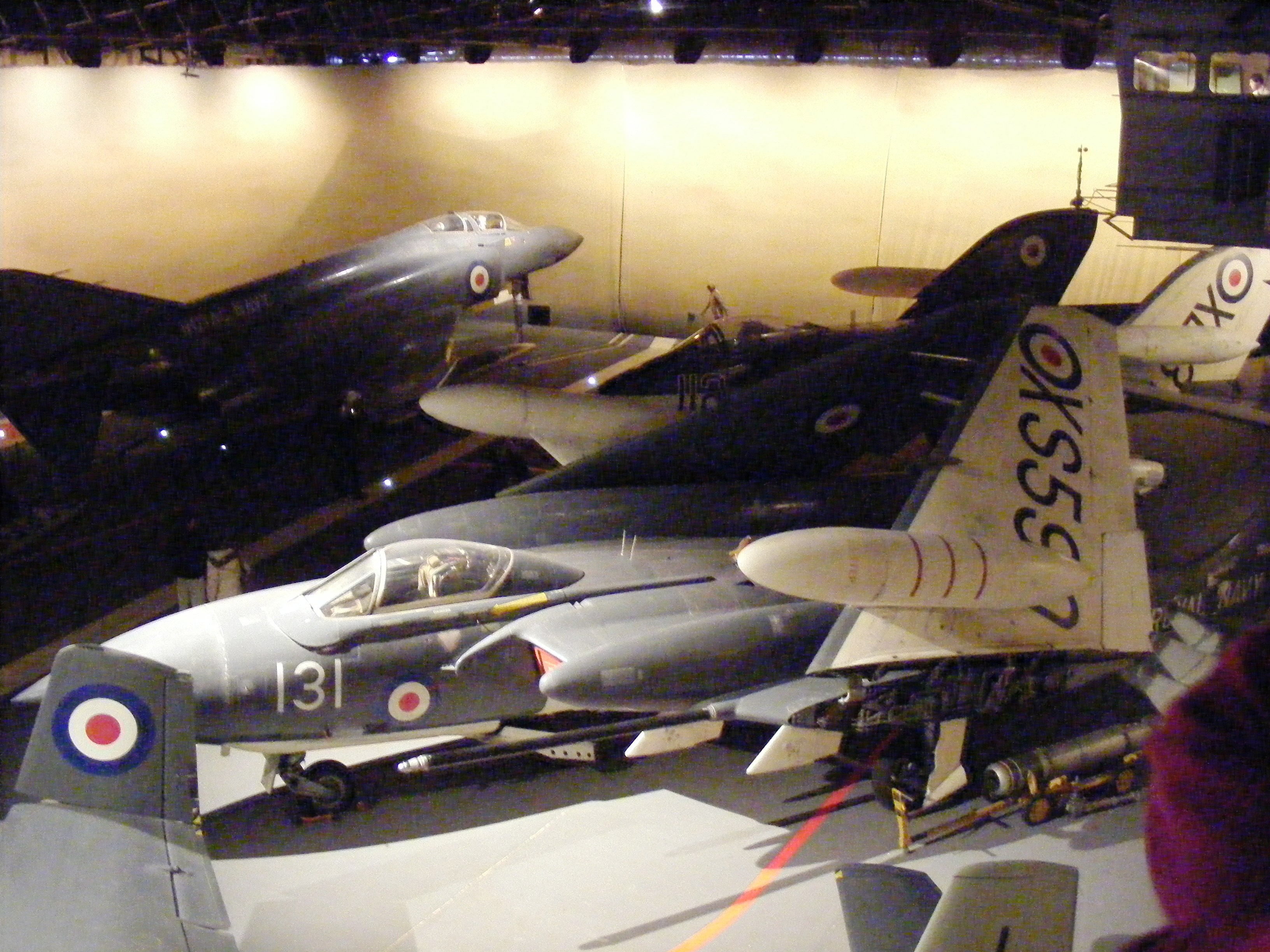
Trzecia hala będąca makietą pokładu lotniskowca

Fleet Air Arm Museum – muzeum brytyjskiego lotnictwa morskiego (Fleet Air Arm) znajdujące się na terenie bazy lotniczej Royal Naval Air Station Yeovilton, koło wsi Ilchester, w hrabstwie Somerset w Anglii, założone w maju 1964 roku.
Muzeum prezentuje historie brytyjskiego lotnictwa morskiego. W zbiorach znajdują się samoloty i wyposażenie Fleet Air Arm oraz dokumenty związane z historią formacji. Eksponaty prezentowane są w czterech głównych halach muzealnych. Pierwsza z nich poświęcona jest początkiem lotnictwa na morzu, jego udziałowi w I wojnie światowej oraz okresowi międzywojennemu. Wśród eksponatów znajdują się między innymi samoloty Supermarine Walrus. Hala druga poświęcona jest II wojnie światowej, wśród eksponatów, poza maszynami wykorzystywanymi przez Fleet AIr Arm, takimi jak Fairey Fulmar, Fairey Albacore czy Supermarine Seafire podziwiać można również morskie samoloty innych państw. Amerykańskie Grumman F6F Hellcat, Grumman TBF Avenger, Chance Vought F4U Corsair czy model japońskiej, pilotowanej bomby Yokosuka MXY7. Znajdują się tutaj również eksponaty poświęcone konfliktowi w Korei, wśród nich MiG-15. Hala trzecia zbudowana jest tak aby wyglądała jak pokład lotniskowca HMS Ark Royal. Z umieszczonych w hali głośników zwiedzający słyszą dźwięki towarzyszące normalnej pracy na okręcie, na "pokładzie" poustawiane są samoloty Blackburn Buccaneer, Fairey Gannet, Supermarine Scimitar, De Havilland Sea Vixen, Supermarine Attacker, De Havilland Vampire i McDonnell Douglas F-4 Phantom II. Zwiedzający mogą zwiedzić również nadbudówkę, wysepkę, w której znajduje się wieża kontrolna. Wśród samolotów poustawiane są manekiny prezentujące poszczególnych członków załogi pokładowej. W czwartej hali prezentowane są samoloty prototypowe i doświadczalne jak również nie związane z wojskowym lotnictwem morskim, do takich należy drugi prototyp naddźwiękowej maszyny pasażerskiej Concorde. Wśród maszyn eksperymentalnych można zobaczyć Handley Page HP.115, Fairey Delta 2, pierwowzór Harriera (który również prezentowany jest w muzeum), Hawker Siddeley P.1127. Na ekspozycji znajdują się również silniki lotnicze i wyposażenie lotnicze.